# Michele
Michele ist ein männlicher und weiblicher Vorname. Der männliche und der weibliche Vorname werden verschieden ausgesprochen.

## Herkunft und Aussprache
- Michele /miˈkɛle/[1] (in Norditalien auch /miˈkele/) als männlicher Vorname ist die italienische Form von Michael oder Michel.
- Michele /mɪˈʃɛl/ oder /miːˈʃɛl/[2] als weiblicher Vorname im englischsprachigen Raum ist eine akzentlose Variante des weiblichen Vornamens Michèle.

## Weibliche Varianten
- Michaela (deutsch)
- Michela (italienisch)
- Michelle (französisch)
- Michèle (französisch)
- Micheline (Vorname) (französisch)
- Micaela (spanisch und portugiesisch)

## Namensträger

### Männlicher Vorname
- Michele Alboreto (1956–2001), italienischer Automobilrennfahrer
- Michele Amari (1806–1889), sizilianischer Geschichtsforscher und Orientalist
- Michele Ansaldi, italienischer Rüstungs- und Automobilhersteller
- Michele Arditi (1746–1838), italienischer Archäologe
- Michele Autuoro (* 1966), italienischer römisch-katholischer Geistlicher
- Michele Bartoli (* 1970), italienischer Radrennfahrer
- Michele Bianchi (1883–1930), italienischer Journalist und Politiker
- Michele Carafa (1787–1872), italienischer Komponist
- Michele Ceriana Mayneri (1861–1930), italienischer Politiker, Industrieller und Fußballspieler
- Michele Carrascosa (1774–1852), neapolitanischer General
- Michele Ceccoli (Fußballspieler) (* 1973), san-marinesischer Fußballtorhüter
- Michele Cipolla (1880–1947), italienischer Mathematiker
- Michele Dancelli (* 1942), italienischer Radrennfahrer
- Michele De Luca (* 1956), italienischer Biochemiker und Hochschullehrer
- Michele Didoni (* 1974), italienischer Leichtathlet
- Michele Ferrari (* 1983), italienischer Sportarzt
- Michele Fornasier (* 1993), italienischer Fußballspieler
- Michele Giordano (1930–2010), italienischer Geistlicher, Erzbischof von Neapel
- Michele Gobbi (* 1977), italienischer Radrennfahrer
- Michele Godena (* 1967), italienischer Schachspieler
- Michele Gori (* 1980), italienischer Jazzmusiker
- Michele Di Gregorio (* 1997), italienischer Fußballspieler
- Michele Guerrisi (1893–1963), italienischer Künstler und Kunsthistoriker
- Michele Lega (1860–1935), italienischer Geistlicher, Kardinalbischof von Frascati
- Michele Maccarrone (1910–1993), italienischer Kirchenhistoriker
- Michele Marchetti (* 1994), italienischer Eishockeyspieler
- Claudio Michele Mancini (* 1945), deutsch-italienischer Schriftsteller
- Michele Mara (1903–1986), italienischer Radrennfahrer
- Michele Marelli (* 1978), italienischer Musiker
- Michele Mascitti (1664–1760), italienischer Violinist und Komponist
- Michele Mercati (1541–1593), italienischer Universalgelehrter
- Michele Morosini (um 1308–1382), Doge von Venedig
- Michele Motta (1921–1980), italienischer Radrennfahrer
- Michele Navarra (1905–1958), italienischer Arzt und Mafioso
- Michele Novaro (1818–1885), italienischer Komponist
- Michele Pace (1625–1669), italienischer Maler von Stillleben
- Michele Pannonio, ungarischer Maler
- Michele Pazienza (* 1982), italienischer Fußballspieler
- Michele Pellegrino (1903–1986),  italienischer Geistlicher, Erzbischof von Turin
- Michele Pirro (* 1986), italienischer Motorradrennfahrer
- Michele Placido (* 1946), italienischer Schauspieler, Regisseur und Drehbuchautor
- Michele Rocca (* 1996), italienischer Fußballspieler
- Michele Sanmicheli (1484–1559), italienischer Architekt
- Michele Scarponi (1979–2017), italienischer Radrennfahrer
- Michele Serena (* 1970), italienischer Fußballspieler
- Michele Sindona (1920–1986), italienischer Rechtsanwalt und Bankier
- Michele Steno (um 1331–1413), Doge von Venedig
- Michele Sterr (* 1957), österreichische Schauspielerin, Synchronsprecherin und Dialogbuchautorin
- Michele Tenore (1780–1861), italienischer Botaniker

### Weiblicher Vorname
- Michele Akaba (* 1992), kamerunische Fußballspielerin
- Michele Bachmann (* 1956), US-amerikanische Politikerin
- Michele Bardsley (* 1970), US-amerikanische Autorin
- Michèle Bowley (1966–2023), Schweizer Gesundheitspsychologin
- Michele Brown (* 1939), australische Hochspringerin
- Michèle Anne De Mey (* 1959), belgische Tänzerin und Choreografin
- Michele Dougherty (* 19**), südafrikanische Physikerin
- Michele Gallagher (* 1964), britische Schauspielerin
- Michele Greene (* 1962), US-amerikanische Schauspielerin, Sängerin und Autorin
- Michele Hendricks (* 1953), US-amerikanische Jazzsängerin, Arrangeurin und Songwriterin
- Michele Lee (* 1942), US-amerikanische Sängerin, Tänzerin, Schauspielerin und Produzentin
- Michele Merkin (* 1975), US-amerikanisches Model, Schauspielerin und Moderatorin
- Michele Mitchell (* 1962), US-amerikanische Wasserspringerin
- Michèle Rakotoson (1948), madagassisch-französische Schriftstellerin
- Michèle Rohrbach (* 1974), Schweizer Freestyle-Skierin
- Michele Rosewoman (* 1953), US-amerikanische Jazzpianistin und -komponistin
- Michele Scarabelli (* 1955), kanadische Schauspielerin
- Michele Smith (* 19**), US-amerikanisches Model
- Michele Wallace (* 1952), US-amerikanische Autorin
- Michele Evette Watley (* 1968), US-amerikanische Sängerin und Pornodarstellerin
- Michele Weaver, US-amerikanische Schauspielerin für Fernseh-, Film- und Theaterproduktionen

### Männlicher Künstlername
- Michele, eigentlich Michele Maisano (* 1944), italienischer Sänger

### Weiblicher Künstlername
- Chrisette Michele, eigentlich Chrisette Michele Payne (* 1982), US-amerikanische R&B-Sängerin
- Lea Michele, eigentlich Lea Michele Sarfati (* 1986), US-amerikanische Sängerin und Schauspielerin
- Michael Michele, eigentlich Michael Michele Williams (* 1966), US-amerikanische Schauspielerin
- Rebecca Michéle, eigentlich Ursula Schreiber (* 1963), deutsche Schriftstellerin

### Familienname Di Michele
- David Di Michele (* 1976), italienischer Fußballspieler
- Grazia Di Michele (* 1955), italienische Cantautrice
- Mary di Michele (* 1949), feministische italo-kanadische Schriftstellerin, Herausgeberin und Dozentin